# Parnassius andreji
Parnassius andreji är en fjärilsart som beskrevs av Curt Eisner 1930. Parnassius andreji ingår i släktet Parnassius och familjen riddarfjärilar. Inga underarter finns listade i Catalogue of Life.